# Shalamar
Shalamar var en amerikansk disko-gruppe der hittede i 1970'erne og 80'erne.